# لاغرنمایی

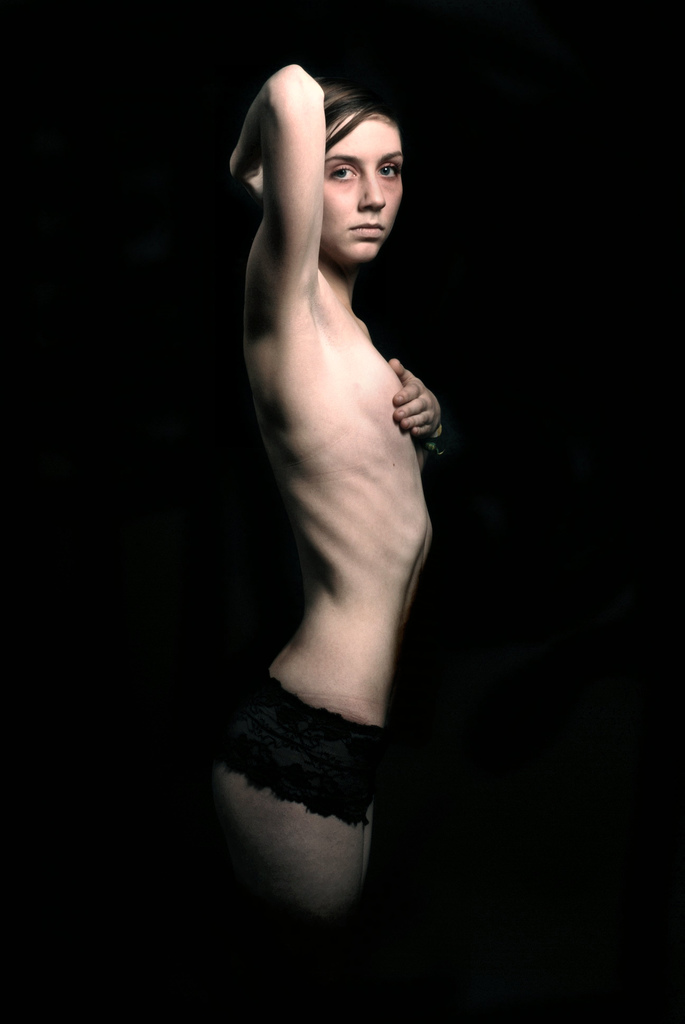
یک عکس لاغرنمایی‌شده

لاغرنمایی (به انگلیسی: Thinspiration) به معنی دستکاری دیجیتال عکس‌هاست، به صورتی که سوژه عکس لاغرتر از وضعیت واقعی خود به نظر بیاید. وبسایت‌های لاغرنمایی بسیار هوشمندانه عمل می‌کنند. به عنوان مثال، آن‌ها اشعاری از شاعران بزرگ در وصف زنان لاغر را انتخاب کرده و منتشر می‌کنند. پژوهشی در سال ۲۰۰۳ نشان داد که بیش از ۹۰ درصد وبسایت‌های لاغرنمایی از این شیوه استفاده کرده‌اند. از آنجا که یکی از ویژگی‌های سلوک عرفانی ریاضت کشیدن و گرسنگی است، این وبسایت‌ها به تلویح می‌گویند که همچون انسان‌های بزرگی که به دنبال رسیدن به مراحل بالای عرفان بوده‌اند، برای رسیدن به تیپ ایدئال و محبوب همه مردان شدن باید رنج برد. در سال‌های اخیر برخی کشورهای اروپایی و آمریکا و کانادا قوانین محدودکننده‌ای برای استفاده از این تصاویر وضع کرده‌اند.